# Liste der Naturdenkmäler in Hiddenhausen
Die Liste der Naturdenkmäler in Hiddenhausen führt die Naturdenkmäler der Gemeinde Hiddenhausen auf.

## Außenbereich
| Nr.      | Bezeichnung                   | Lage                                                                          | Bemerkungen | Bild |
| -------- | ----------------------------- | ----------------------------------------------------------------------------- | ----------- | ---- |
| 3.3.1.1  | Traubeneiche (Franzoseneiche) | Schweicheln Feldweg „In der Feldmark“                                         |             |      |
| 3.3.1.2  | Stieleiche                    | Schweicheln vor dem Hause Bärenschlucht Nr. 12                                |             |      |
| 3.3.1.3  | Eiche                         | Hiddenhausen im Garten des Hauses August-Griese-Str. 18                       |             |      |
| 3.3.1.4  | Eiche (Kaisereiche)           | Eilshausen am Kreisel Eichenstr./Oetinghauser Str./L 545/Martin-Luther-Straße |             |      |
| 3.3.1.19 | Linde                         | Hiddenhausen auf dem Grundstück Eilshauser Straße 121                         |             |      |

## Innenbereich
| Nr.               | Bezeichnung                | Lage                                        | Bemerkungen                                                                                          | Bild |
| ----------------- | -------------------------- | ------------------------------------------- | --- | ---- |
| HI 40             | Rotbuche (fagus sylvatica) | Schäferweg/Klümpenweg                       | |      |
| HI 39             | Stieleiche                 | Paul-Maar-Grundschule/Standort Hiddenhausen | |      |
| HI 27 – HI 34     | 8 Winterlinden             | Ev. Kirche St. Gangolf                      | |      |
| HI 24             | Rotbuche                   | Neben Löhner Straße 253                     | |      |
| HI 25             | Rotbuche                   | Sportplatzweg                               | |      |
| HI 26             | Rotbuche                   | Sportplatzweg/Im Eckerngarten               | |      |
| HI 42, HI 22      | 2 Stieleichen              | Erlenweg                                    | gepflanzt 1862 (Auf dem Bild sieht man eine der Eichen. Welche konnte man vor Ort nicht feststellen) |      |
| HI 23             | Stieleiche                 | Löhner Straße 294                           | |      |
| HI 19             | Stieleiche                 | Löhner Straße/Meierstraße                   | |      |
| HI 20             | Stieleiche                 | Reesbergsiedlung 3                          | |      |
| HI 13, HI 14      | 2 Stieleichen              | zwischen Milchstraße 196/198                | |      |
| HI 3 – HI 9       | 7 Winterlinden             | Ev. Kirche Oetinghausen                     | |      |
| HI 12             | Winterlinde                | Ev. Kirche Oetinghausen                     | |      |
| HI 11             | Rotbuche                   | Ev. Kirche Oetinghausen                     | |      |
| HI 1, HI 2, HI 43 | 3 Stieleichen              | Untere Ringstraße                           | Auf dem Bild ist die südlichste der 3 Stieleichen zu sehen                                           |      |
| HI 18             | Stieleiche                 | Blumenstraße/Bergstraße                     | |      |
| HI 15             | Stieleiche                 | Herforder Straße/Am Eickhoff                | |      |
| HI 16             | Linde                      | August-Francke-Weg                          | |      |